# Argia gaumeri
Argia gaumeri là một loài chuồn chuồn kim trong họ Coenagrionidae.
Argia gaumeri được Calvert miêu tả khoa học năm 1907.